# Gaio Lutazio Catulo
Gaio Lutazio Catulo (in latino Gaius Lutatius Catulus; attorno al 291 a.C. – 220 a.C.) è stato un ammiraglio e politico romano, console e comandante navale romano nella prima guerra punica.
Lutazio Catulo era un homo novus quando, nel 242 a.C., fu eletto console assieme a Aulo Postumio Albino.

## Biografia

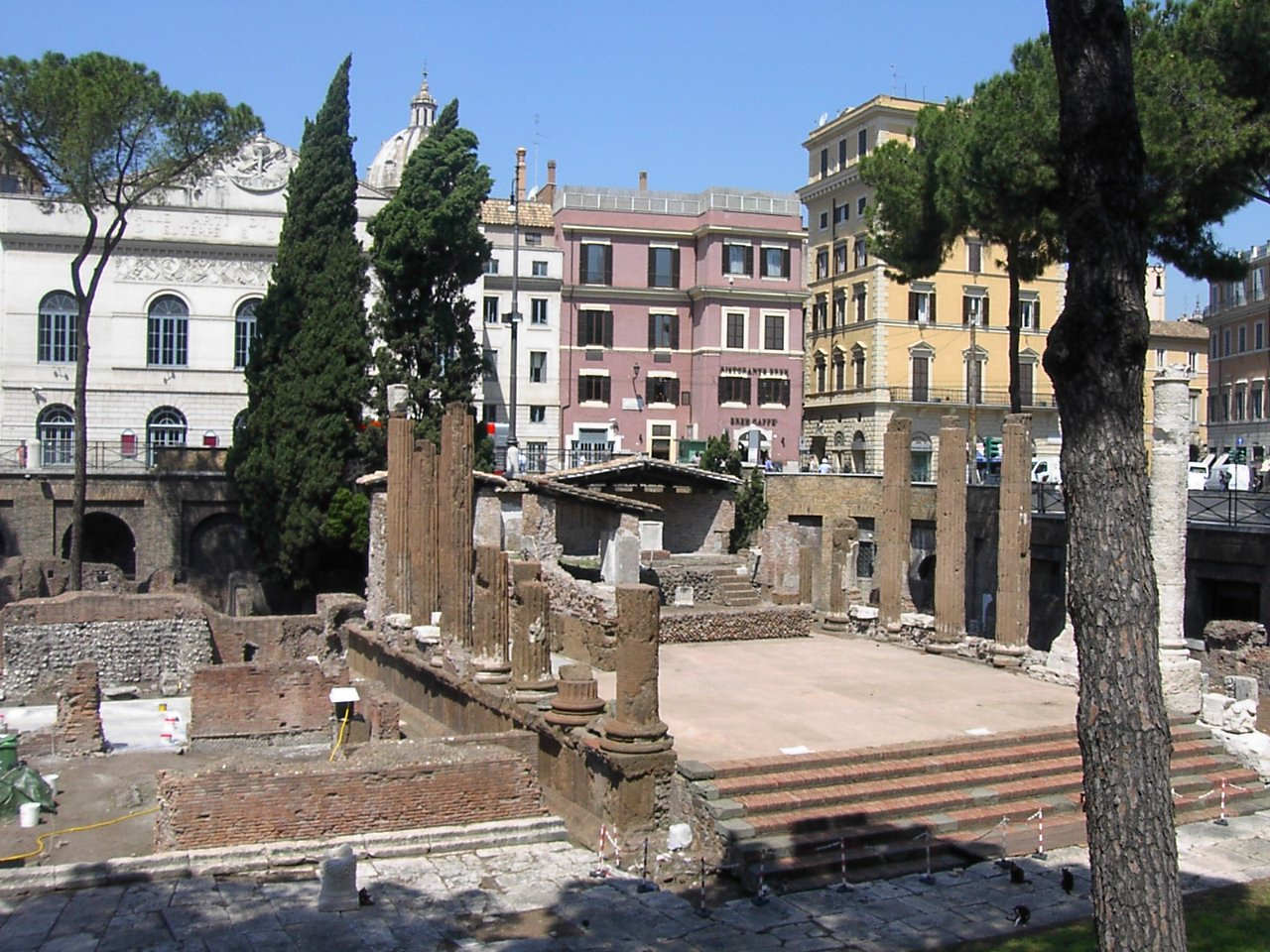
Tempio di Giuturna nel Campo Marzio ora Largo di Torre Argentina per celebrare la vittoria nella Battaglia delle Isole Egadi.

A partire dall'estate del 242 a.C. con la flotta di duecento quinqueremi, armata da Roma con il finanziamento di privati perché l'Erario era dissanguato da oltre vent'anni di guerra, sbarcò inaspettato in Sicilia, rinforzò le legioni che assediavano Lilibeo, occupò il Drepana e mise la città sotto assedio.
Il 10 marzo 241 a.C. guidò la flotta romana contro quella cartaginese comandata da Annone nella battaglia delle Isole Egadi, lo scontro decisivo della prima guerra punica.
Nei giorni seguenti la battaglia Catulo non fermò le operazioni militari; gestito il bottino di settanta navi e diecimila prigionieri riprese l'assedio di Lilibeo.
Amilcare da anni combatteva una guerriglia sul Monte Erice. Fu nominato plenipotenziario da Cartagine. Rendendosi conto che con la sconfitta delle Isole Egadi non poteva reggere l'urto delle legioni e tantomeno riconquistare le posizioni Cartaginesi in Sicilia offrì la resa cartaginese.
(Polibio, Storie, I, 62, 7, Milano, BUR, 2001. trad.: M. Mari.)
Catulo accettò la resa e ne dettò le condizioni con la clausola che queste dovevano essere ratificate dal popolo romano. Le richieste romane erano: ritiro di Cartagine da tutta la Sicilia; nessun attacco a Siracusa e suoi alleati, restituzione senza riscatto dei prigionieri, 2.200 talenti euboici d'argento in vent'anni. Per celebrare la sua vittoria costruì il tempio di Iuturna nel Campo Marzio, nell'attuale zona di Largo di Torre Argentina.
Era fratello di quel Quinto Lutazio Cercone, che con Aulo Manlio Torquato Attico fu console l'anno dopo e poi censore nel 236 a.C.